# Lawrence Lemieux
Lawrence Lemieux (* 12. November 1955 in Edmonton) ist ein kanadischer Segler.

## Werdegang
Lemieux begann mit den Segeln auf dem Wabamun Lake westlich seiner Heimatstadt Edmonton. Er segelte mit seinem fünf Jahre älteren Bruder. In den 1970er Jahren kam er zum Leistungssport.
Bei den Olympischen Sommerspielen 1988 war Lemieux Mitglied der kanadischen Olympiamannschaft. Die Segelwettbewerbe fanden vor der Küste Busans auf dem Japanischen Meer statt. Lawrence Lemieux startete in der Finn-Dinghy-Klasse.
Im fünften Rennen am 24. September kenterte ein Boot der gleichzeitig startenden 470-Klasse. Lawrence Lemieux, zu diesem Zeitpunkt auf dem aussichtsreichen zweiten Platz liegend, kam den beiden verunfallten Joseph Chan und Siew Shaw aus Singapur zur Hilfe, nahm sie an Bord und übergab sie einem Boot der Rennleitung. Anschließend setzte er das Rennen fort und kam an zweiundzwanzigster Stelle ins Ziel. Unmittelbar darauf wurde er von der Rennleitung wieder auf die zweite Stelle, die Position, an welcher er die Rettungsaktion begann, gesetzt. Den olympischen Wettkampf beendete er schließlich mit dem elften Platz.
Aufgrund seiner Rettung wurde Lawrence Lemieux mit der höchsten Auszeichnung des Internationalen Olympischen Komitees (IOC), der Pierre-de-Coubertin-Medaille ausgezeichnet. Juan Antonio Samaranch, Präsident des IOC, überreichte die Medaille mit den Worten:

“By your sportsmanship, self-sacrifice and courage, you embody all that is right with the Olympic ideal.”

 Lemieux war der fünfte Sportler, der die hohe Auszeichnung bekam.